# Harpemastax armata
Harpemastax armata är en insektsart som beskrevs av Marius Descamps 1964. Harpemastax armata ingår i släktet Harpemastax och familjen Euschmidtiidae. Inga underarter finns listade i Catalogue of Life.